# Johannes Reiche (Komponist)
Johannes Reiche (* 24. August 1955 in Grimma) ist ein deutscher Komponist, Klarinettist, Dirigent und Pädagoge. Einige seiner Kompositionen veröffentlichte er unter seinem Pseudonym Giovanni Ricci.

## Leben
Reiche studierte zunächst in Leipzig an der Hochschule für Musik und Theater „Felix Mendelssohn Bartholdy“ Klarinette bei Rudolf Bartl und Komposition bei Fritz Geißler, ehe er an die Hochschule für Musik „Hanns Eisler“ Berlin wechselte, um weiter Komposition bei Ruth Zechlin zu studieren.
Ab 1977 war Reiche unter Olaf Koch als stellvertretender Solo-Klarinettist an der Halleschen Philharmonie tätig. Seit 1990 arbeitet er als Klarinettenlehrer am Konservatorium Georg-Friedrich-Händel und leitet immer wieder Ensembles, die sich aus seinen Schülern zusammensetzen. Zudem dirigiert er seit 2002 den Musikverein Halle-Neustadt. Johannes Reiche arbeitet freischaffend als Komponist und Dirigent, sein besonderes Engagement gilt der Neuen Musik; seine Kompositionen widmen sich vor allem den Bläsern und sind vielfältig auf verschiedenen CD dokumentiert.
Von 1994 bis 1995 war er künstlerischer Leiter der Hallischen Musiktage. Sein Nachfolger ist der Komponist Thomas Buchholz.

## Werke (Auswahl)
- Miniaturen für Klarinette und Fagott
- Vierklarinettenstücke
- Diskurs für Klarinette
- Varianten für Flöte, Klarinette und Fagott
- Quintett in drei Sätzen
- Capriccio für Bläserquintett
- Oktett" für Bläser
- Quartett für Flöte, Geige, Bratsche und Violoncello
- Fantasie für Englischhorn
- Thema und Variationen für Holzbläserquartett (1999)
- Concertino" für Klarinette und Kammerensemble
- Intrada-Scherzo-Kanon  für Blechbläserquintett
- Momenti per violoncelli
- Sonata per due – Musik für Bassklarinette und Schlagwerk
- Fabletten für Klarinettenquartett und Sprecher
- Recitatio 1' – Aktion für Klarinette solo
- Recitatio II – pezzi e favole per flauti
- Wake up für Saxofon und Klavier oder als Trio mit Flöte oder Violinstimme